# Johann von Wickede († 1471)
Johann von Wickede (* vor 1430; † 1471) war ein deutscher Ratsherr der Hansestadt Lübeck.

## Leben
Johann von Wickede stammte aus der Lübecker Patrizierfamilie Wickede. Er war Sohn des Lübecker Bürgers Gottschalk von Wickede (1364–1437) und dessen Ehefrau Margarete geb. Meteler. Er wurde 1430 Mitglied der patrizischen Zirkelgesellschaft in Lübeck und bewohnte das Haus in der Mengstraße 17 der Lübecker Altstadt.  Er wurde 1452 zum Ratsherrn in Lübeck erwählt.
Wickede war verheiratet mit Hedwig Lüneburg, Tochter des Ratsherrn und Bürgermeisters Johann Lüneburg († 1461). Sein Sohn Hermann von Wickede II wurde Lübecker Bürgermeister. Der weitere Sohn Johann von Wickede († 1475) wurde der Vater des Bürgermeisters Thomas von Wickede.